# Basilica dei Santi Pietro e Paolo (Roma)
La basilica dei Santi Pietro e Paolo è un luogo di culto cattolico di Roma, situato nel quartiere EUR. Su di essa insiste l'omonima parrocchia, affidata alla Provincia Romana dell'Ordine dei frati minori conventuali.

## Storia
La progettazione della chiesa, sorta nel punto più elevato del quartiere, in cui si ritiene sorgesse un oratorio dell'Arciconfraternita dei Pellegrini dedicato ai due apostoli, fu affidata agli architetti Arnaldo Foschini, Alfredo Energici, Vittorio Grassi, Nello Ena, Tullio Rossi e Costantino Vetriani. Il progetto venne approvato nel settembre del 1938 e i lavori iniziarono nell'aprile del 1939.
Durante la seconda guerra mondiale i lavori rallentarono fino ad essere sospesi dopo un bombardamento che interessò alcune strutture nel 1943.
Il 10 settembre 1943 il cantiere della futura basilica fu teatro di alcuni scontri tra soldati italiani e paracadutisti tedeschi, attestati nei pressi del Ponte della Magliana e diretti verso il centro di Roma. Dopo i combattimenti, sulla scarpata della chiesa, furono rinvenute e ricoperte di terra nove salme irriconoscibili di militari italiani; ai piedi della scalinata, invece, caddero quattro ignoti granatieri, i cui corpi, semispogliati, erano stati privati delle piastrine di riconoscimento.
I lavori dell'edificio ripresero nel 1953 e si scoprì che dal cantiere erano state sottratte grandi quantità di materiale da costruzione.
Aperta al culto nel luglio del 1955, la chiesa ricevette la dignità di parrocchia nel dicembre del 1958 e il titolo cardinalizio il 5 febbraio 1965. Nel giugno del 1966 la chiesa fu dedicata dal cardinale titolare Franjo Šeper e l'anno seguente elevata alla dignità di basilica minore.
Nel 2007 la basilica è stata sottoposta a importanti interventi di restauro e conservazione.

## Descrizione

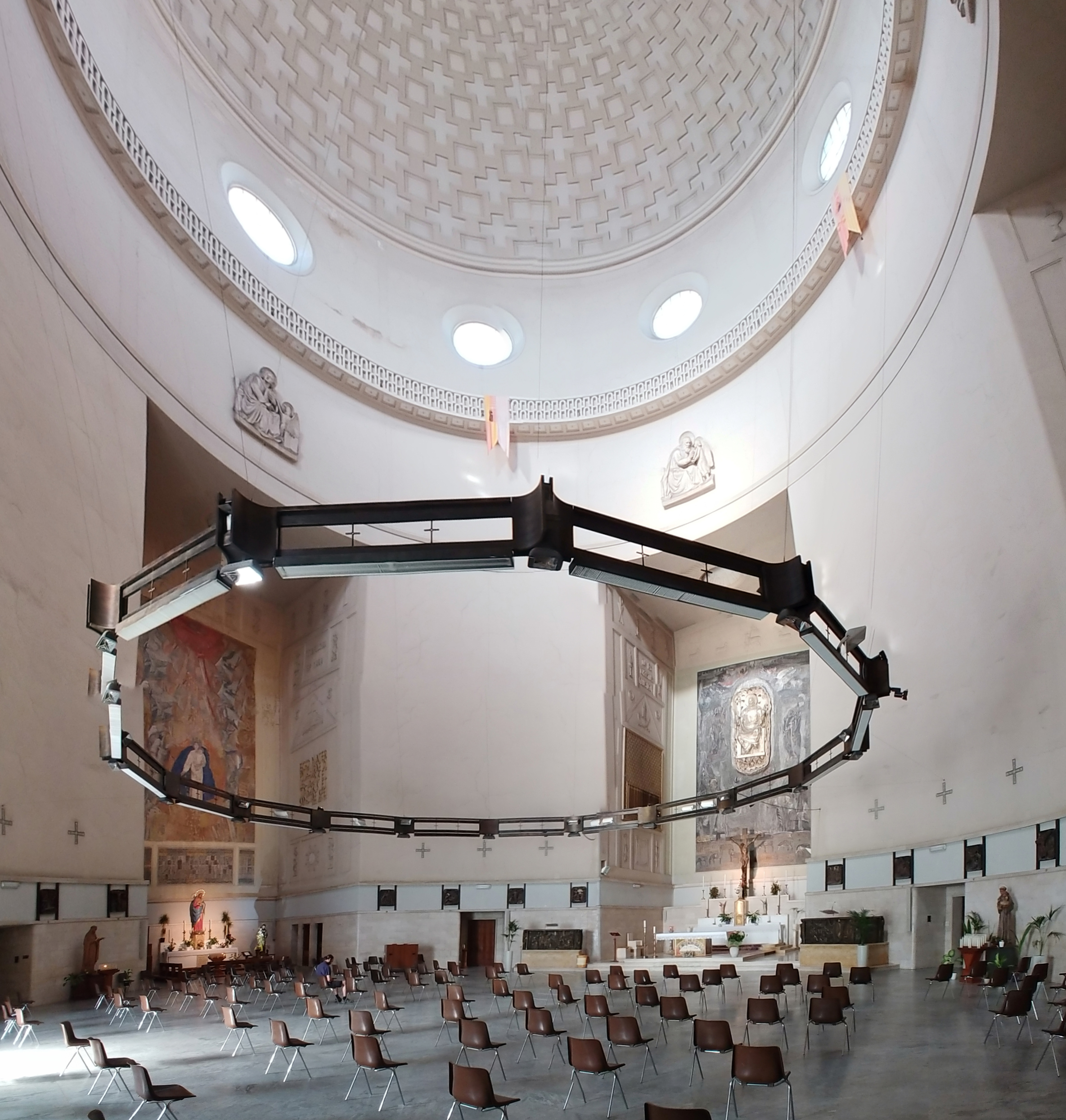
Interno

Il tempio, a croce greca, è costituito da un cubo centrale e da una cupola emisferica con un diametro di 32 metri. La cupola è la quarta di Roma per dimensioni dopo il Pantheon, San Pietro in Vaticano e San Giovanni Bosco e la terza per altezza dopo San Pietro e Sant'Andrea della Valle. All'esterno, ai lati del portico, le grandi statue raffiguranti i Santi patroni di Roma Pietro e Paolo dominano la scalea monumentale che unisce il piazzale della chiesa al sottostante viale Europa.
All'interno, sopra l'altare maggiore, domina la figura di Cristo trionfatore; a sinistra, nella cappella dedicata all'Immacolata Concezione, è presente un mosaico raffigurante la Madonna con il bambino circondata da una corona di angeli. A destra, invece, si trova la cappella di San Francesco ove è collocata una pala in mosaico che presenta il poverello di Assisi insieme ad alcuni santi francescani.
Sulla facciata laterale della basilica spicca un altorilievo in marmo la Conversione di Saulo del 1941 scolpito da Venanzo Crocetti.
Nel transetto sinistro della chiesa, a pavimento alla sinistra dell'altare, si trova l'organo a canne, costruito nel 1960 da Libero Rino Pinchi e ampliato nel 1990 da Carlo Soracco; a trasmissione elettrica con sistema multiplo, dispone di 25 registri dei quali 6 sono reali, distribuiti su due manuali e pedale.